# رحم (فیلم ۲۰۱۹)
رحم (انگلیسی: Clemency) فیلمی در ژانر درام به کارگردانی چینونی چوکوو است که در سال ۲۰۱۹ منتشر شد. از بازیگران آن می‌توان به الفری وودارد، وندل پیرس، آلدیس هاج و ریچارد شیف اشاره کرد.